# Casa Navàs
La casa Navàs es uno de los más importantes edificios modernistas de la ciudad de Reus (Tarragona) España, que fue proyectado por el arquitecto catalán Lluís Domènech i Montaner y construido entre 1901 y 1908, por encargo de sus propietarios, Joaquim Navàs Padró y y Josepa Blasco Roura. Está situada en una esquina entre la plaza Mercadal y la calle "Carrer de Jesús", y junto a la calle Mayor.

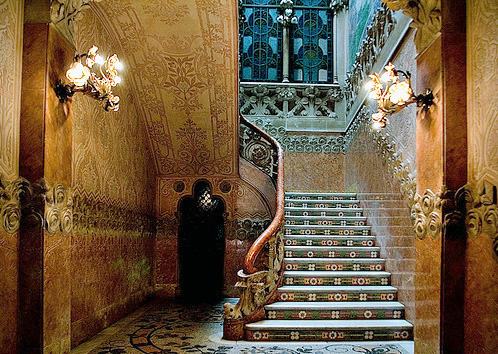
Entrada principal con los mármoles de Alfons Jujol y mosaicos de Lluís Bru

La torre que tenía en el ángulo de la fachada fue destruida en un bombardeo de 1938 durante la Guerra Civil y por el momento está siendo restaurada. El interior es espacioso y de mucha luminosidad. El primer piso fue durante muchos años la consulta del doctor Nolla. 
La Casa Navàs es un ejemplo único del modernismo en Europa, ya que conserva prácticamente todos los elementos tal y como quedó cuando terminó su construcción: las luces, el mobiliario, las tapicerías bordadas, la ropa del hogar, los damascos de los balcones para los días de fiesta, los estores y los tejidos de seda de las paredes.
La planta baja estaba ocupada por una antigua tienda de tejidos, conocida por "Casa Navàs". La casa fue propiedad de los descendientes de un sobrino de la esposa de Joaquim Navàs, los Blasco . En la actualidad, "Casa Navàs" pertenece a  Xavier Martínez i Serra el cual compró la casa en el 2017, prometiendo a los Blasco que restauraría la torre caída. "Casa Navàs" actualmente es completamente visitable.

## Historia

### Los propietarios
Joaquim Navàs Padró (Reus, 25 de abril de 1851 - Barcelona, 6 de agosto de 1915), familiarmente conocido como "el señor Quimet", había sido compañero de juegos de infancia de Eduard Toda y de Antonio Gaudí, cuando no estaba en la tienda ayudando su padre. Su familia era originaria de Cabacés, donde su abuelo Josep Navàs Margarit tenía una pequeña tienda. Su padre, Joaquim Navàs Domingo (Cornudella 1822 - Reus 1880), se trasladó a Reus muy joven para hacer de arriero, comerciante con productos textiles por los pueblos de la comarca, hasta que abrió una tienda en la calle de Monterols 8. Tuvo dos hijos: Elvira (Reus, 1848-1914) y Joaquim Navàs Padró.
El hijo pequeño acompañó su padre haciendo crecer el negocio desde la tienda de la calle de Monterols, 8; más tarde trasladada al número 6, en la calle de la Galera 3 y finalmente en la plaza del Mercadal, 5, momento en que Joaquim Navàs Padró entró en la sociedad con su padre bajo la denominación "Joaquín Navás e hijo".
El 19 de agosto de 1876 Joaquim Navàs Padró se casó con Josepa Blasco Roura, hija de otro comerciante de tejidos y nieta de un músico militar de Onteniente que dirigía la banda del regimiento. Cuando se casaron abrieron tienda de tejidos en el número 4 de la calle de Jesús compitiendo directamente con las dos familias. El empujón de la pareja, las buenas artes compradoras del señor Quimet y la capacidad de vender de la señora Josepa hacía progresar continuamente el negocio.
En 1893 empezaron a negociar la compra de la casa Simó-Cardenyes, un edificio del siglo XVII en la plaza del Mercadal esquina con la calle de Jesús. Fue finalmente comprada por 42 500 pesetas y escriturada en 1898. Un año más tarde, su madre que había enviudado le transfiere el negocio a cambio de una renta anual. Navàs viajó por Europa para comprar las mejores telas de Escocia, Inglaterra, Francia, Alemania y Bélgica, además de las fábricas de Tarrasa, Sabadell y Barcelona. Se convirtió en el principal distribuidor de estos productos a dieciséis provincias de la península Ibérica mediante una potente red comercial. Su capacidad económica les permitió construirse a finales del siglo XIX un chalé en el paseo de la Boca de la Mina de Reus cerca del instituto Pere Mata, obra de Pere Caselles y Tarrats y otro en la playa de Salou. En 1901, deciden abordar la construcción de un edificio para instalar su tienda y su vivienda en la antigua casa Simó-Cardenyes. Tenía que ser un edificio emblemático que diera un reconocimiento al negocio, dando un salto cualitativo importante.
Joaquim Navàs fue miembro activo del Partido Republicano Reformista del cual fue regidor del Ayuntamiento de Reus en cuatro ocasiones. Su vocación local lo llevó a rechazar las propuestas para presentarse como diputado y senador a las Cortes Españolas. Llegó a ser presidente honorario del Comité del Partido Republicano Reformista, y fue socio fundador de la sociedad promotora del Instituto Pere Mata que Lluís Domènech i Montaner estaba construyendo simultáneamente a la casa Rull (1900-1901). Navàs y Domènech ya habían coincidido políticamente en la asamblea de las Bases de Manresa en 1892. Conocedor de la calidad del arquitecto, le encargó la obra y cuyo proyecto se presentó en el ayuntamiento el 10 de octubre de 1901. El 18 de diciembre de 1903, con el edificio todavía en construcción, se presentó una modificación para cerrar con una galería de arcos la terraza de la calle de Jesús. La vivienda se empezó a usar en 1907, si bien los acabados de los últimos detalles continuaron hasta 1910.
Parece que Domènech i Montaner, antes de hacer una casa, se iba a vivir y a tratar a quienes la encargaban para ver como vivían. Quizás en este caso también lo debió de hacer igual, en todo caso lo que es seguro es que contó con total libertad en el diseño y en el presupuesto.
En 1907 Navàs sufrió un atentado con un petardo de poca potencia en su casa de la Boca de la Mina que se relacionó con los movimientos anarquistas, si bien nunca se aclaró la autoría y se especuló que los inductores fueran los grupos políticos en el poder con prácticas corruptas a los que Navàs criticaba desde la oposición. A raíz del atentado decidió trasladarse en Barcelona, en la avenida Diagonal, 347. A pesar de que volvió a Reus y volvió a ser regidor en 1909, mantuvo una doble residencia y murió el 6 de enero de 1915 en Barcelona. Su muerte trastornó la ciudad de Reus donde se suspendieron las fiestas de Reyes y se organizaron los funerales más lucidos de la época.

## El comercio
La tienda de la planta baja de la casa Navàs fue el feudo de Josepa Blasco, una mujer risueña, franca y dotada de una especial sensibilidad y psicología para el trato con el público a quien aconsejaba y que confiaba en ella, tal como la describe María Font de Rubinat, la última descendente que vivió en la casa. Josepa era una obsesiva de la pulcritud y una seguidora de los movimientos higienistas europeos que la influyeron en aspectos de la configuración del edificio. Sus dependientes empezaban de aprendices hasta que dominaban el oficio; comían en la misma casa y dormían con unos colchones sobre los azulejos. La visión de los propietarios siempre fue muy abierta y moderna a diferencia del tópico de comerciante conservador y cerrado en un negocio familiar. Una muestra de esto fue la decisión de hacer socios del negocio a los cuatro empleados más antiguos creando la sociedad "Sucesores de Joaquim, Navàs, Capdevila, Cubells, Caixal y Oriol S.C." en 1901.

## Los años después de Los Navàs
Durante la guerra civil española el negocio estuvo bajo el control de un comité obrero. El 26 de marzo de 1938 cayó una bomba en la casa Pedrol, al otro lado de la calle de Jesús, que de rebote produjo importantes daños en la casa Navàs: la destrucción de la torre y de la parte dentada de la fachada principal y la mitad de los vitrales son los elementos no recuperados, pero la destrucción fue superior, puesto que desapareció la mitad del segundo piso y una parte del balcón. Al acabar la guerra las tropas franquistas saquearon la tienda además de imponerles una multa.
En 1943 pasó a ser propiedad del sobrino de Josepa Blasco, Joaquim Blasco y su esposa María Font i de Rubinat (1903-1999). En este periodo sus propietarios hicieron muchos esfuerzos para recuperar los destrozos bélicos, levantar el negocio y mantener la casa en perfecto estado.
María fue la última propietaria que vivió en la casa. Era hija del bibliófilo, alcalde de Reus y amigo de Domènech i Montaner, Pau Font i de Rubinat, y sobrina de Francesc Macià. La relación entre propietaria y casa fue muy intensa, "se sentía poseída", según sus propias palabras y la protegió contra las corrientes de modernidad que han destruido otros edificios modernistas.
Al morir, la propiedad pasó a su hijo, Joaquim Blasco Font de Rubinat.

## Edificio
Es un edificio de sótano, planta baja y dos pisos, que presenta una fachada en piedra con una estructura que es continuista de los edificios con porche del resto de la plaza. En su caso, se compone por cinco columnas y cuatro arcos acabados en capiteles lobulados y con decoración floral. La planta baja, donde se ubica la antigua tienda de tejidos, es rectangular con el acceso por la fachada principal de plaza Mercadal.                            

### El proyecto
El edificio corresponde a la primera etapa del arquitecto donde perviven elementos arqueologistas de tradición académica, con cierta influencia violetiana si bien también se identifican características que se desarrollarán a fondo en etapas posteriores, de plenitud modernista. Destaca la adaptación de la decoración floral como vocabulario básico en la definición formal exterior, el acceso como núcleo de la casa, reforzado con la utilización de la luz cenital o lateral, matizada por los vitrales. Con todo, el más destacado es la continuidad de diseño basada en la ilación entre arquitectura, elementos ornamentales, decoración y mobiliario, una concepción holística propia de los grandes arquitectos del modernismo.
Domènech utilizó un lenguaje de tradición medieval, inspirado en un gótico catalán ligado al sentimiento nostálgico de la patria medieval en una aplicación del que Bohigas describió como "el reencuentro de la personalidad propia, de recuperación del esplendor pasado y de integración en la corriente, que desde Morris y los prerafaelitas, llega a los productos decorativos del Art Nouveau".
Debido a las limitaciones del terreno y a la importancia que tenía el negocio en las prioridades de los propietarios, Domènech tuvo que aprovechar toda la superficie para tienda y almacén, sacrificando un espacio dedicado a jardín como tenían otras casas unifamiliares de la burguesía.
Dos patios marcan la volumetría del edificio y aportan luz cenital a las partes interiores. Uno de ellos aloja la caja de escala es el jardín interno, el jardín pétreo de flores esmaltadas y esculpidas. El otro se ubica al fondo de la finca, es descubierto y marca distancia con la casa vecina además de aportar luz a los aposentos posteriores de las plantas altas y luz cenital al fondo de la tienda La claridad compositiva de las plantas orientadas a la funcionalidad de espacios y de circulaciones ligadas a la fluidez visual permite captar las diferentes secuencias espaciales e la planta. Domènech desplegó un modelo de simplicidad en la distribución y una clara definición de los ambientes. 
Según Joaquim Blasco, "La casa Navàs está hecha para conmemorar la ida de los catalanes desde Salou en Mallorca. Toda la casa está hecha pensando en un barco: arriba a la veleta había un barco, allá hay los catalanes que se embarcan, en todas partes hay las historias de los catalanes por el Mediterráneo". No obstante, la decoración toma un aire de "jardín petrificado" y trata de sustituir el inexistente jardín real.                                                 

### Fachadas
La fachada se integra en la trama urbana siguiendo el trazado del porche del resto de edificios, pero rompiendo la tipología estilística con la incorporación de profusa decoración especialmente en la torre hoy desaparecida.        
La fachada fue realizada totalmente en piedra natural, originaria de Montblanch las partes más duras de la zona baja, y contando con piedra más blanda y maleable procedente de Vinaixa por el resto. Después de la destrucción de 1938 se realizó un proyecto de restauración de mínimos que incorporaba piedra artificial por la fachada en lugar de piedra natural de Vinaixa. No incorporaba tampoco elementos decorativos, salvo la reconstrucción del balcón.
La planta primera es el piso noble, vivienda de los Navàs. La fachada presenta una decoración modernista de inspiración neo-gótica muy rica, con una tribuna en su centro y, a la esquina con la calle Jesús, un balcón redondo con vistas a las dos fachadas y con la escuadra achaflanada. En el centro de la superficie del balcón, en el vértice de los planes de las dos fachadas, hay un pilar de carga decorado con un escudo con una letra "n" al centro en referencia al apellido del propietario. La tracería de la barandilla es de motivos florales y sobre las puertas que dan salida al balcón hay unos tímpanos trilobulados muy decorados y flanqueados por pináculos flamígeros adosados a la pared. La decoración de la tribuna repite a la parte baja de la galería el esquema floral del balcón. Las aristas de su forma semi-hexagonal están formadas por hasta pilares dobles acabados con capiteles decorados con figuras zoomórficas. Cada uno de los tres lados está rematado por un arco flamígero sobre el que descansa un tímpano con dos cabezas humanas esculpidas mirándose entre ellas. Por encima de la tribuna hay un balcón, ya en el segundo piso, con un alféizar en piedra muy barroco. También en esta planta hay dos grandes ventanales, uno a cada fachada, con una rica decoración similar a la de los vacíos del balcón.
La fachada lateral, en la calle Jesús, tiene un primer bloque que forma parte del cuerpo principal del edificio y un segundo con una estructura de arcos de herradura superpuestos de inspiración islámica que configuran el patio interior a la altura del primer piso. Esta terraza tiene tres arcos rebasados que habían alojado unos vitrales destruidos en el bombardeo de 1938. La planta baja muestra, intercalado uniformemente entre los sillares, unas piezas cortadas en forma de diamante de la piedra.

### Tienda
El arquitecto concibió la planta baja como un espacio diáfano de 35 metros de largo por 12 de ancho. Es un espacio funcional, dinámico y público, pensado para el negocio. Su entrada es por la fachada principal que la comparte con la caja de escala del piso noble de 4 metros de ancho por 13 de fondo. A su interior solo 6 pilares de fundición de hierro, decorados con detalles florales modernistas a sus capiteles, de 4,25 metros de altura y 16 cm de diámetro sostienen un entramado de jácenas combinadas con vigas de hierro y vueltas de ladrillo.

### Escalera principal
El acceso a los pisos superiores se hace desde el porche, al lado derecho de la fachada, mediante la escala principal. Una puerta de doble patente de madera y decoración modernista conduce en un espacio dividido por una doble puerta de vidrio y detrás de ella un espacio alargado conduce a la escalera.                                          

### Piso noble

#### Recibidor
El recibidor es la pieza central de la planta primera con funciones de distribución entre ambientes, de reposo, de servicios y de los sirvientes, que sin interferirse están interconectados espacialmente por el doble alzado de esta pieza, produciendo una sensación de continuidad y de unidad. El juego de las transparencias, de la luz, del color y la decoración que consigue en esta sala es una de las principales aportaciones de Domènech.                       

### Segundo piso
En la segunda planta las ventanas tienen una estructura que replica los porches de la planta baja: columnas con capiteles florales y arcos lobulados, pero en una escala inferior. Las ventanas forman una serie continua, a manera de galería, solo interrumpida por un gran ventanal en forma de arco de medio punto que se ubica sobre la tribuna del primer piso y por un pequeño balcón hexagonal con alféizar florido hecho en piedra sobre el que se ubicaba una torre que ocupaba la cumbre del ángulo de las dos fachadas y que fue destruida en un bombardeo el 26 de marzo de 1938 durante la Guerra Civil y no ha sido restaurada. La parte más alta de la fachada está rematado con un alero profusamente ornamentado. La segunda planta estaba destinada a los aposentos del servicio y personal de la tienda.

### Artesanos
La rica decoración de aspecto paradisíaco está rellenada de naranjos, lilas, rosas, girasoles, anémonas, gardenias, peonías, hortensias y otras especies reales y ficticias hechos en vitrales, mosaicos, cerámica, forja, mármol, marquetería que se pueden encontrar en tierra, a las paredes, techos, luces o muebles.
Pere Monné fue el maestro de obras, quien se construyó una vivienda al otro extremo de la calle Jesús.
Los mármoles de las escaleras y todas las esculturas fueron realizados por Alfons Juyol, siguiendo indicaciones de Eusebi Arnau; los estucados y las pinturas murales por Tomàs Bergadà y la forja fue obra de Martí, de Vilaseca. El mobiliario es obra de Gaspar Homar que hace de interiorista diseñando luces de latón, perchero, sillas, etc. También dibujó los motivos de los vitrales hechos en el taller de Jeroni Ferran Granell i Manresa. Los mosaicos son del taller de Lluís Brú. Otras baldosas son del artista local Hipólito Montseny (abuelo de Hipólito Montseny regidor del Ayuntamiento de Reus a comienzos del siglo XXI).  
La Casa Navàs es un ejemplo único de su clase, puesto que conserva prácticamente todos los elementos tal como quedó cuando se terminó su construcción: las luces, el mobiliario, las tapicerías bordadas, la ropa del hogar, los damascos de las balconadas para los días de fiesta, los estores, los tejidos de seda de las paredes.

### Vitrales
En la casa hay más de 200 metros de vitrales entre tabiques, ventanales y claraboyas. Los vitrales de la claraboya de la escalera destruidos con la bomba de 1938, fueron recuperados en 1990 gracias a la tenacidad de María Font y de Rubinat y el trabajo de la Escuela Taller Mas Carandell bajo la dirección de Carme Fernàndez.                                               

## Galería de fotos

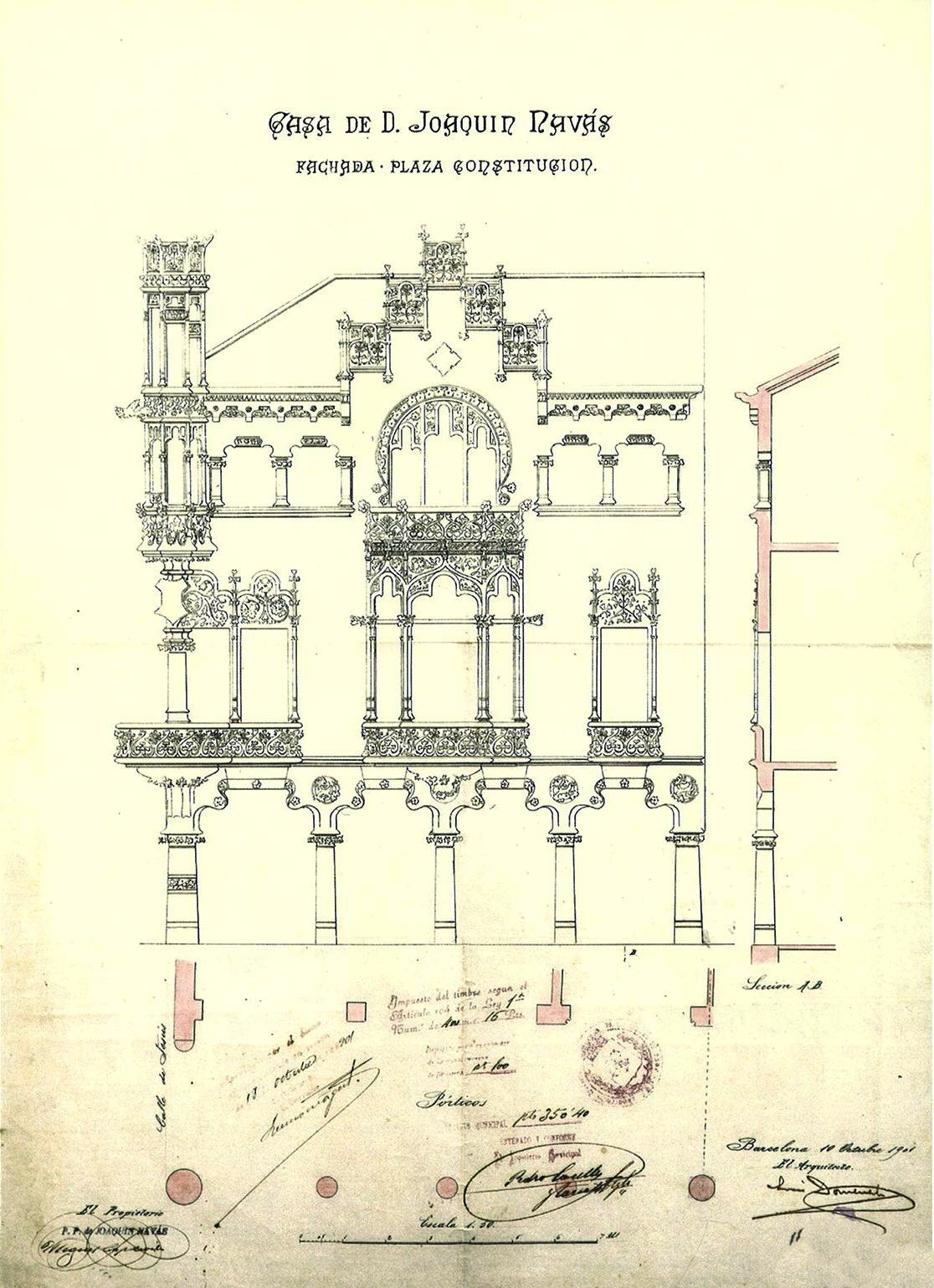
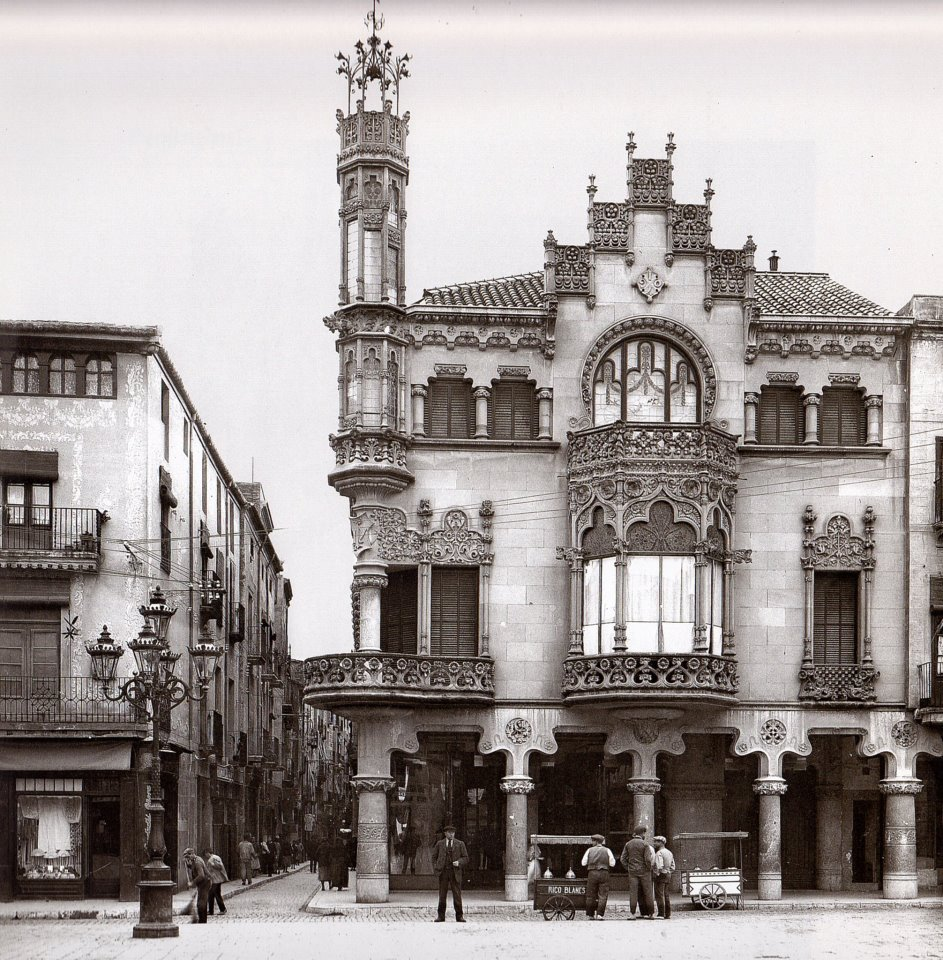
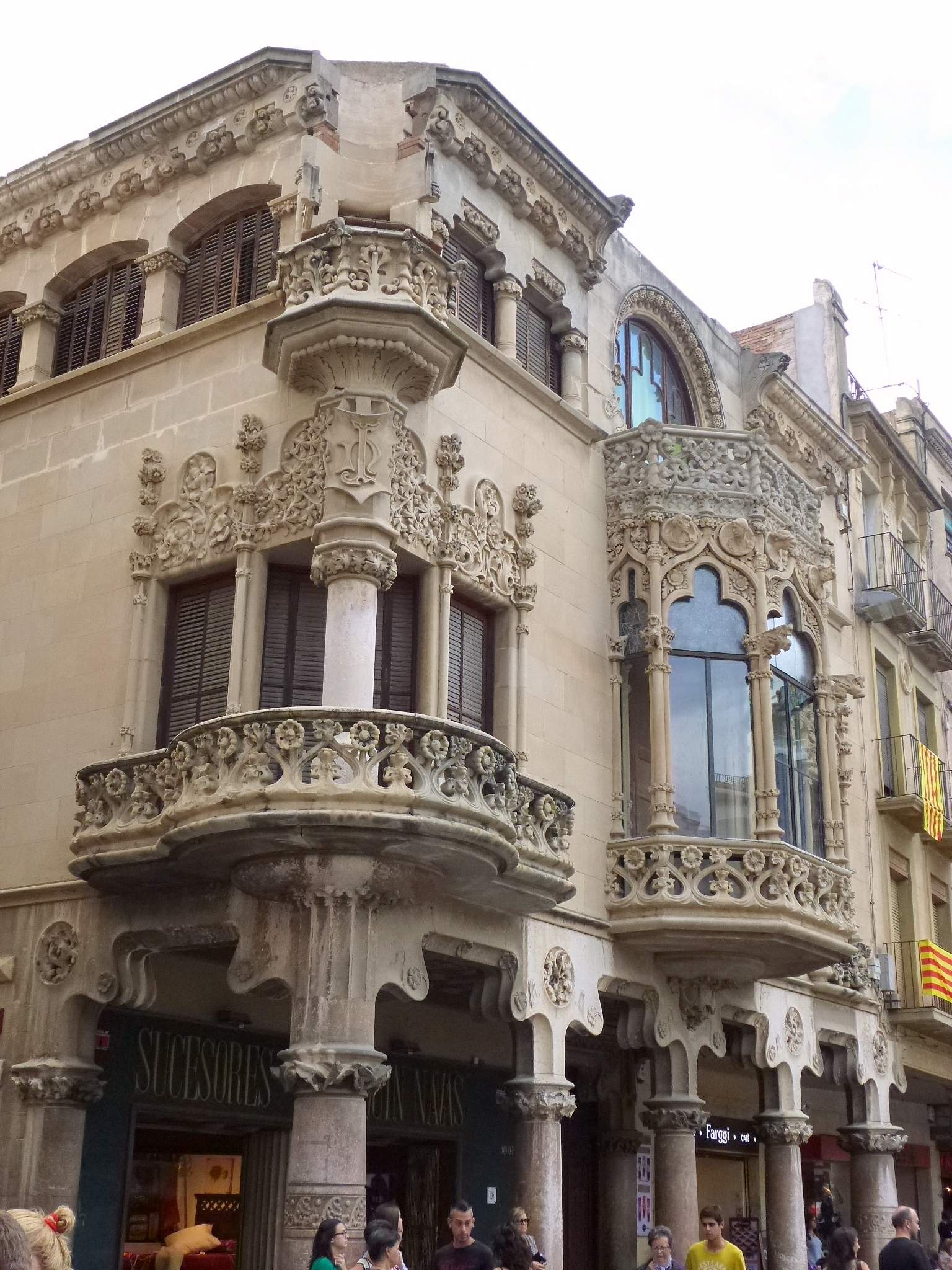
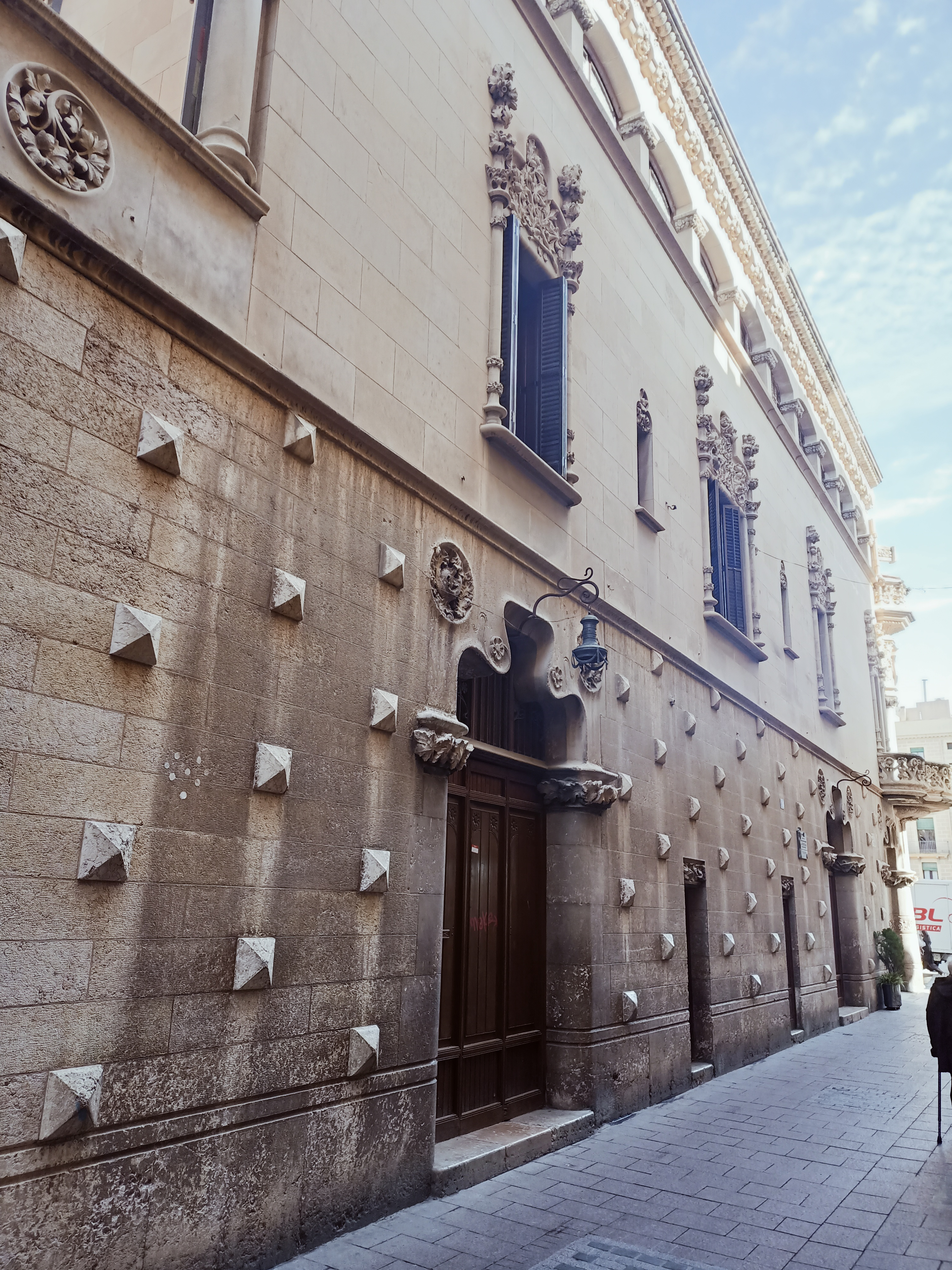
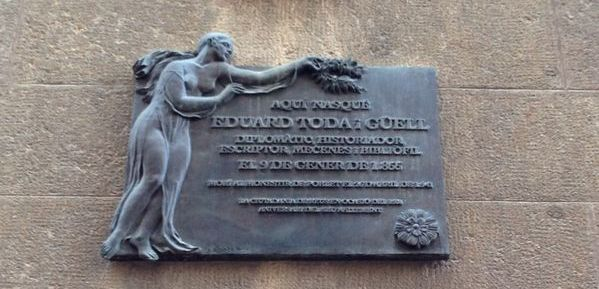
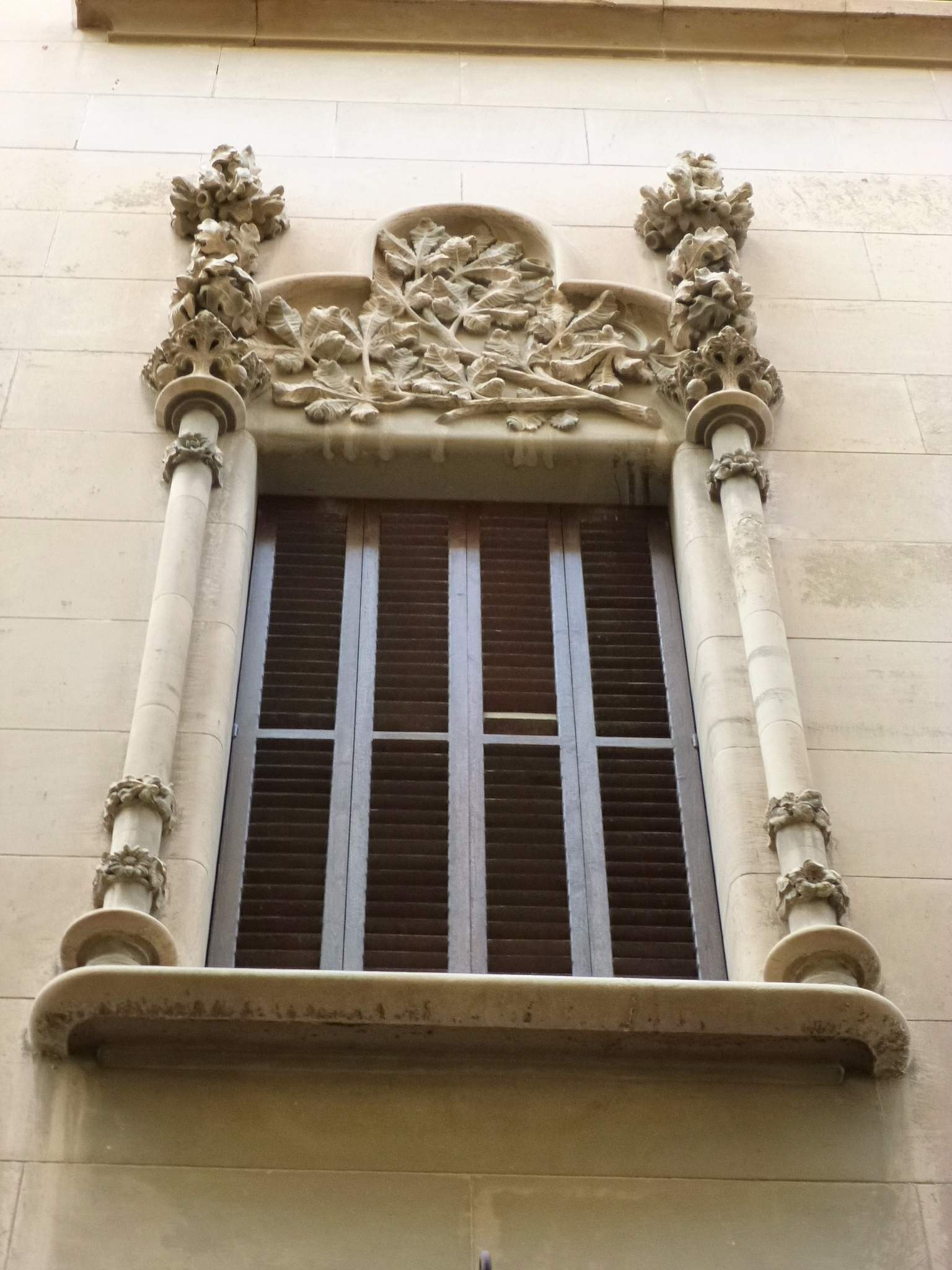
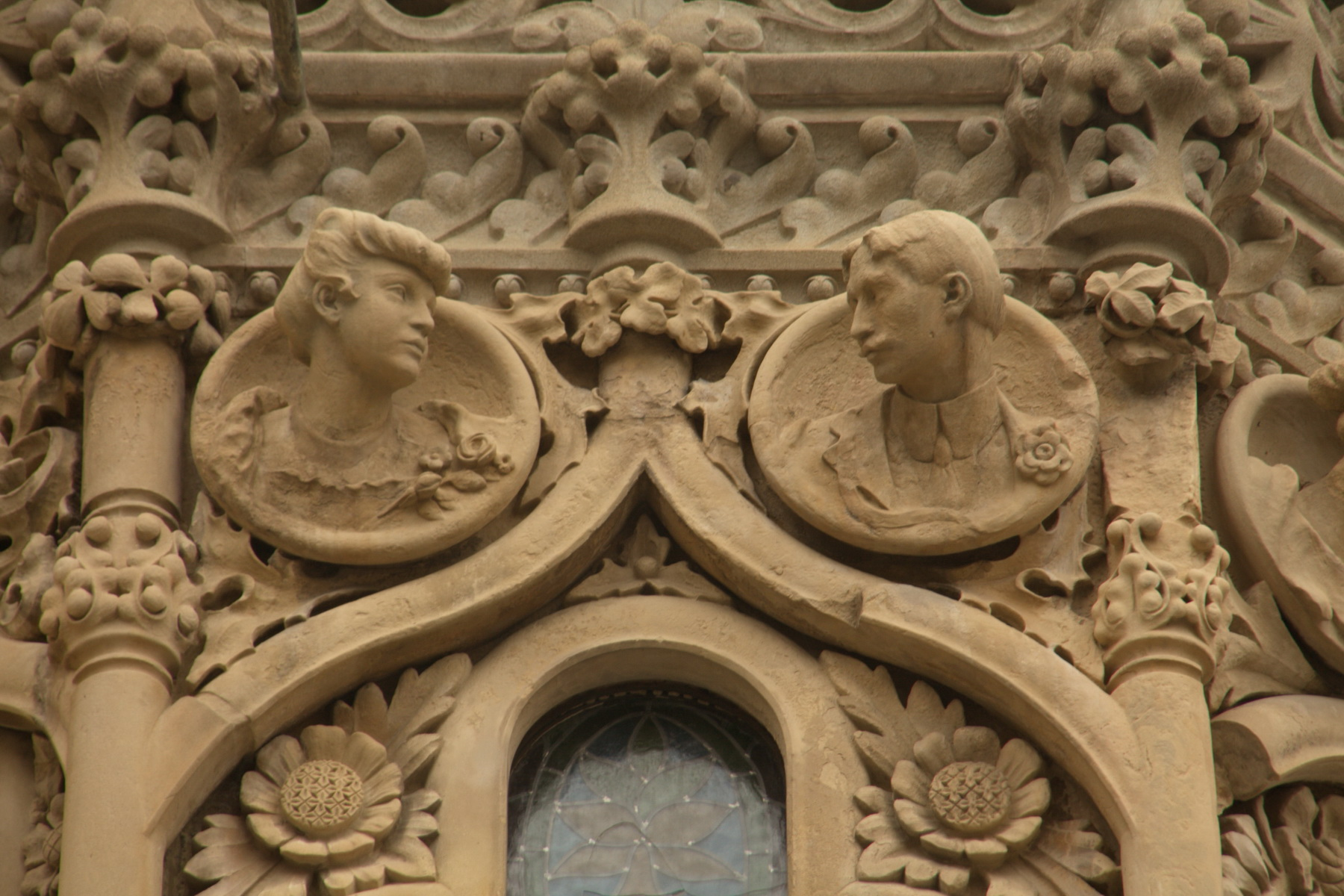
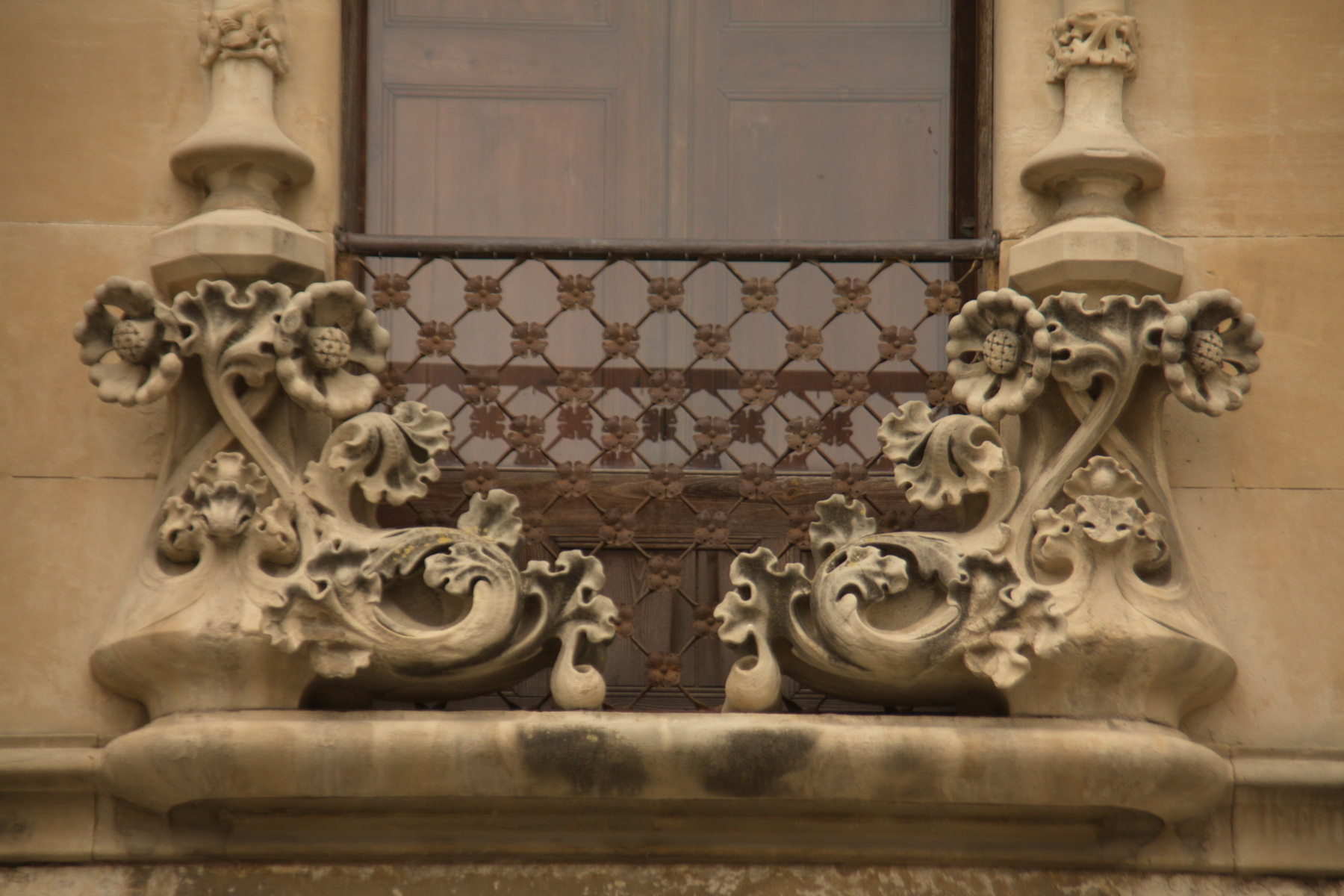
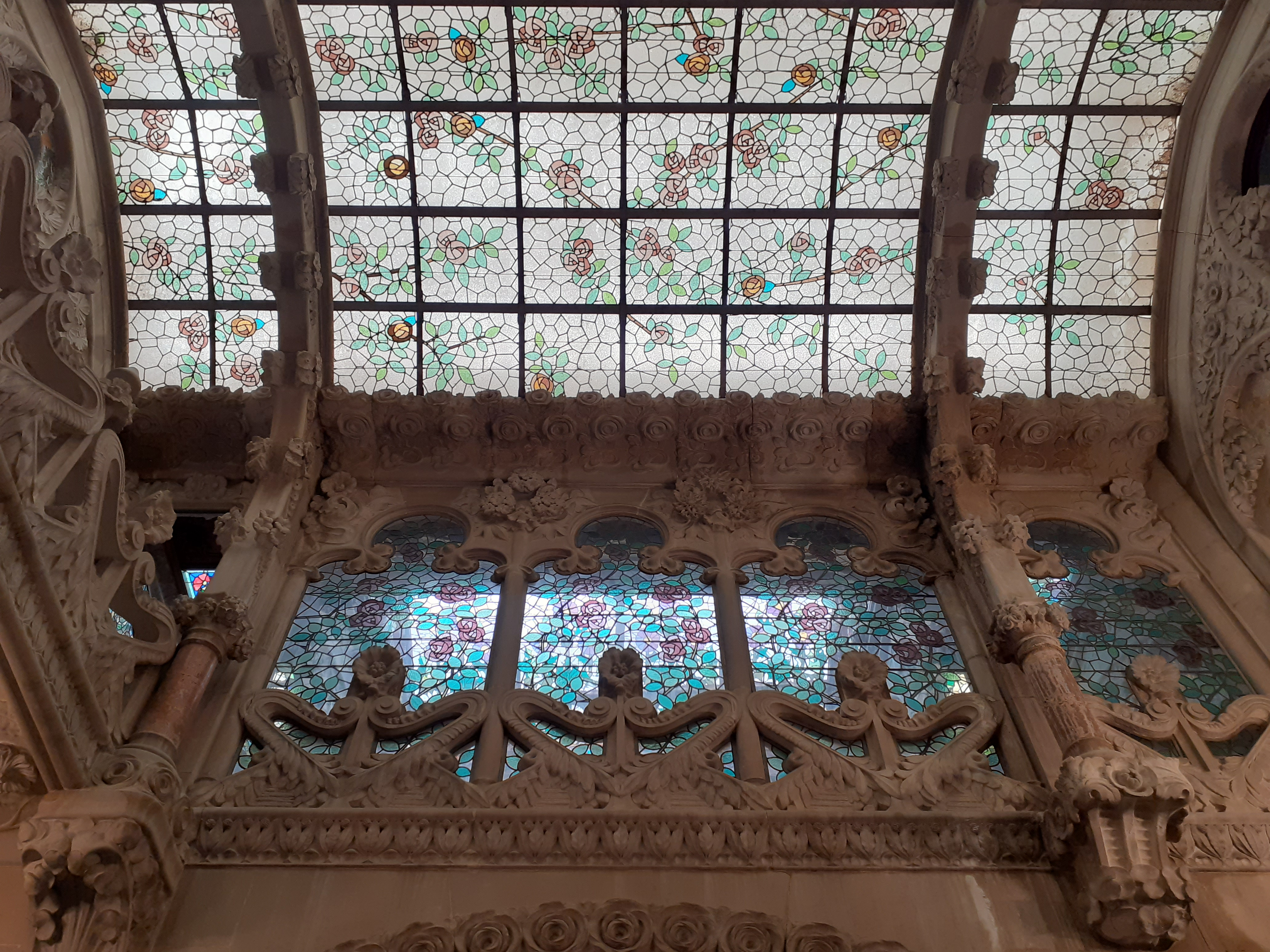
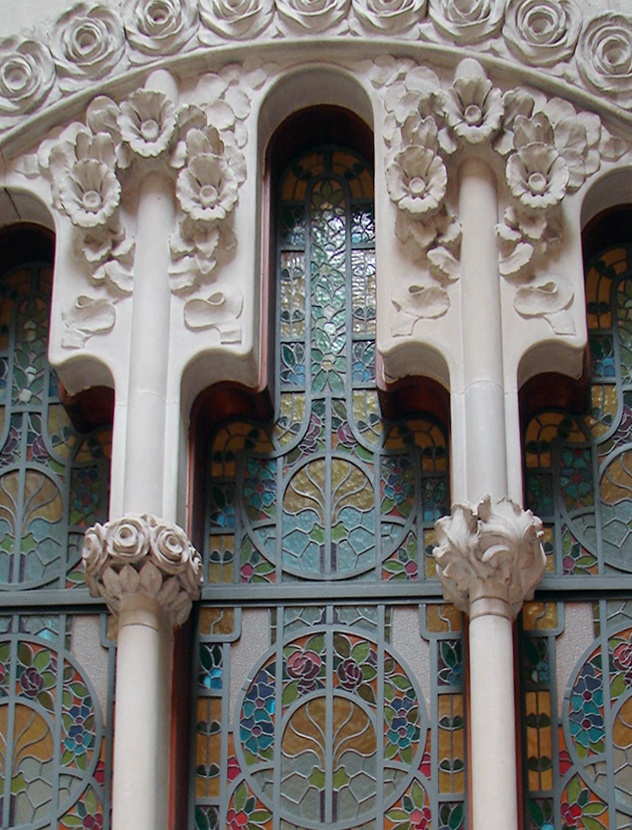
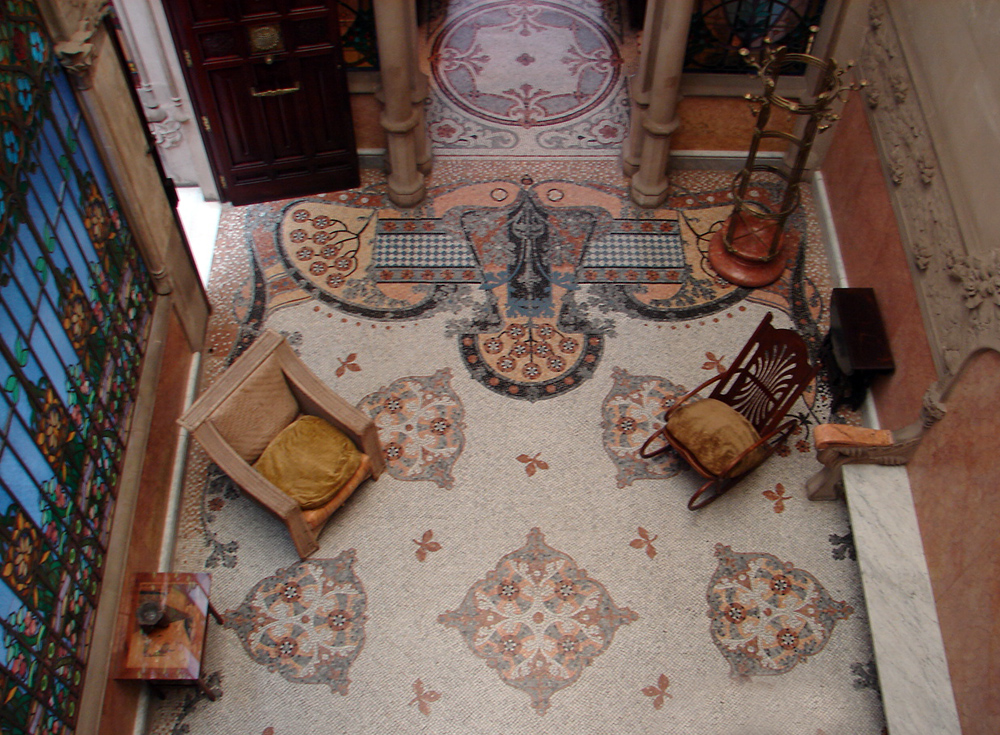
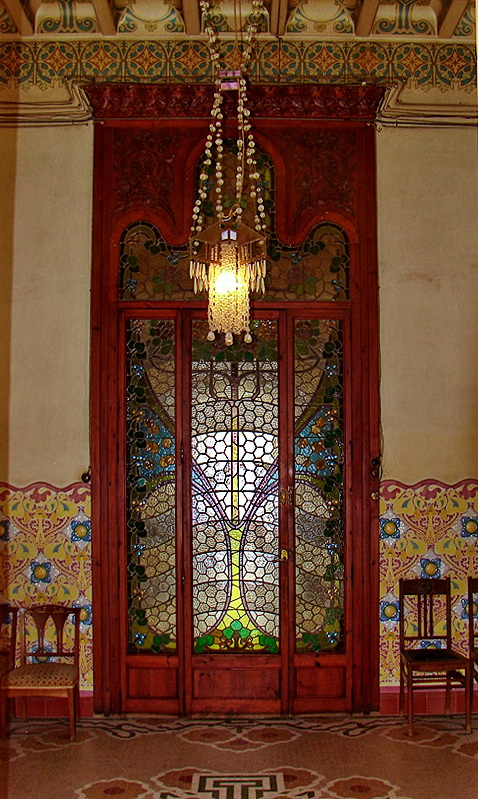
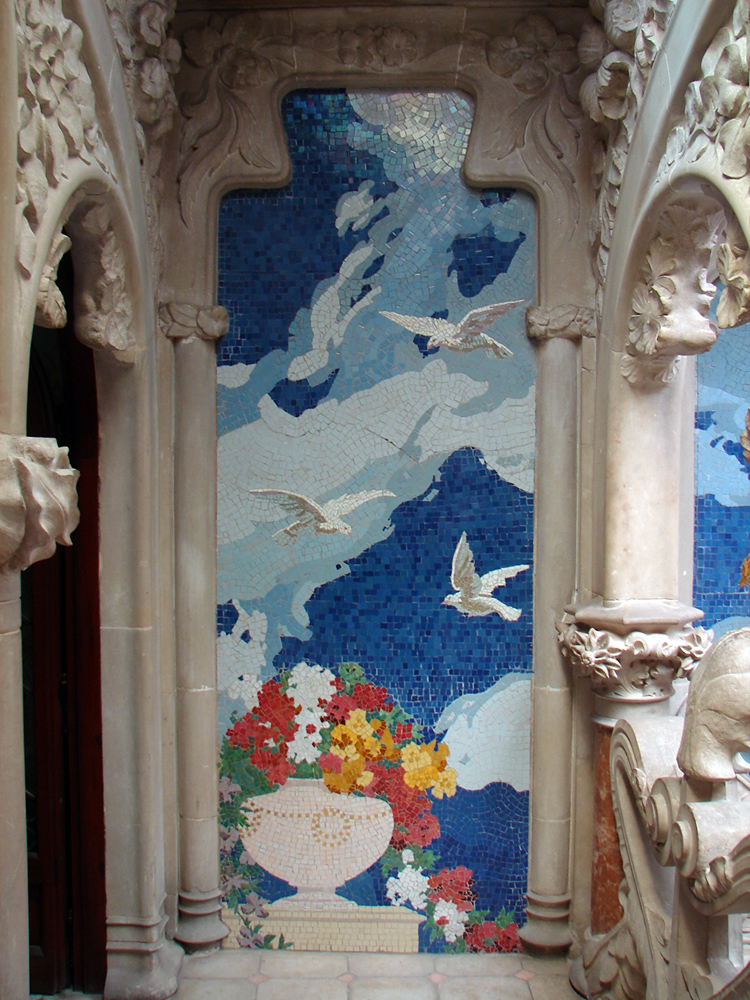
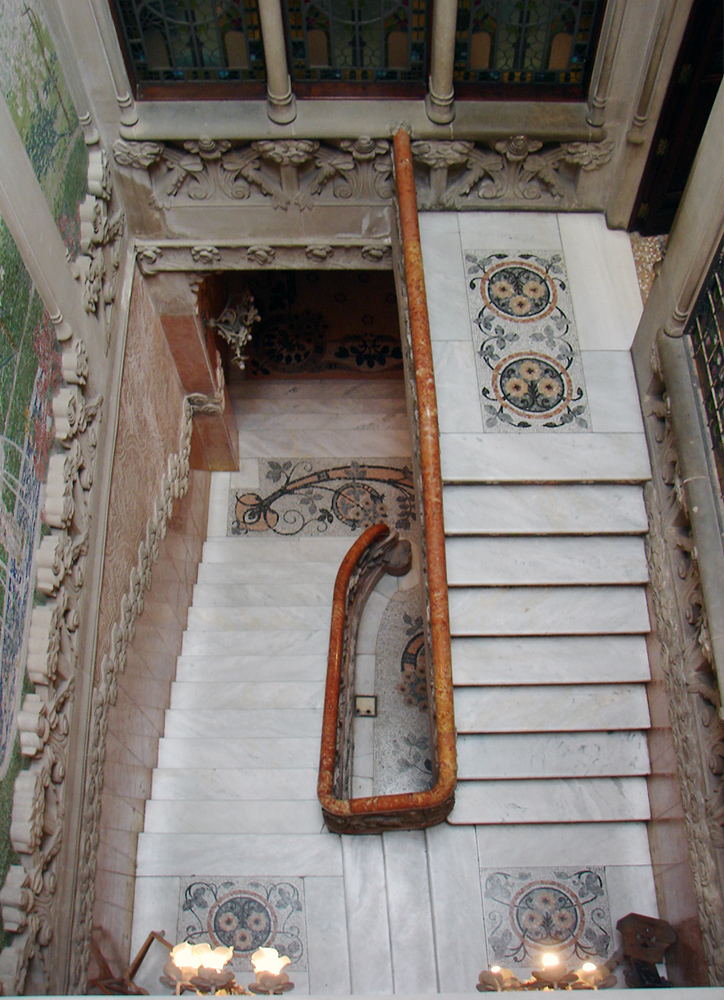
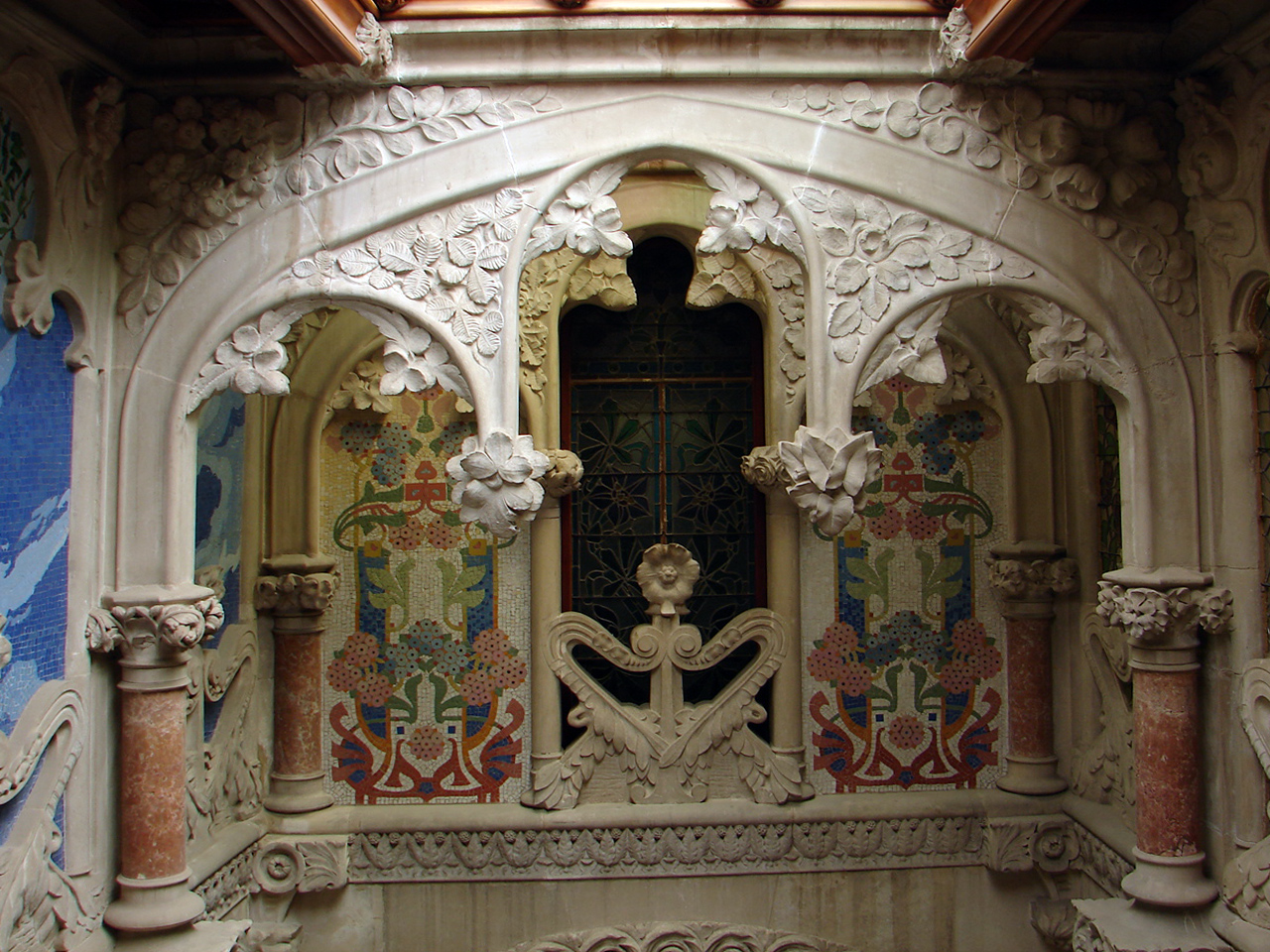
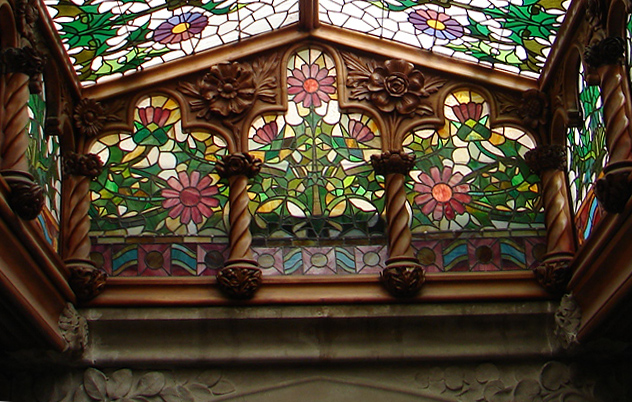
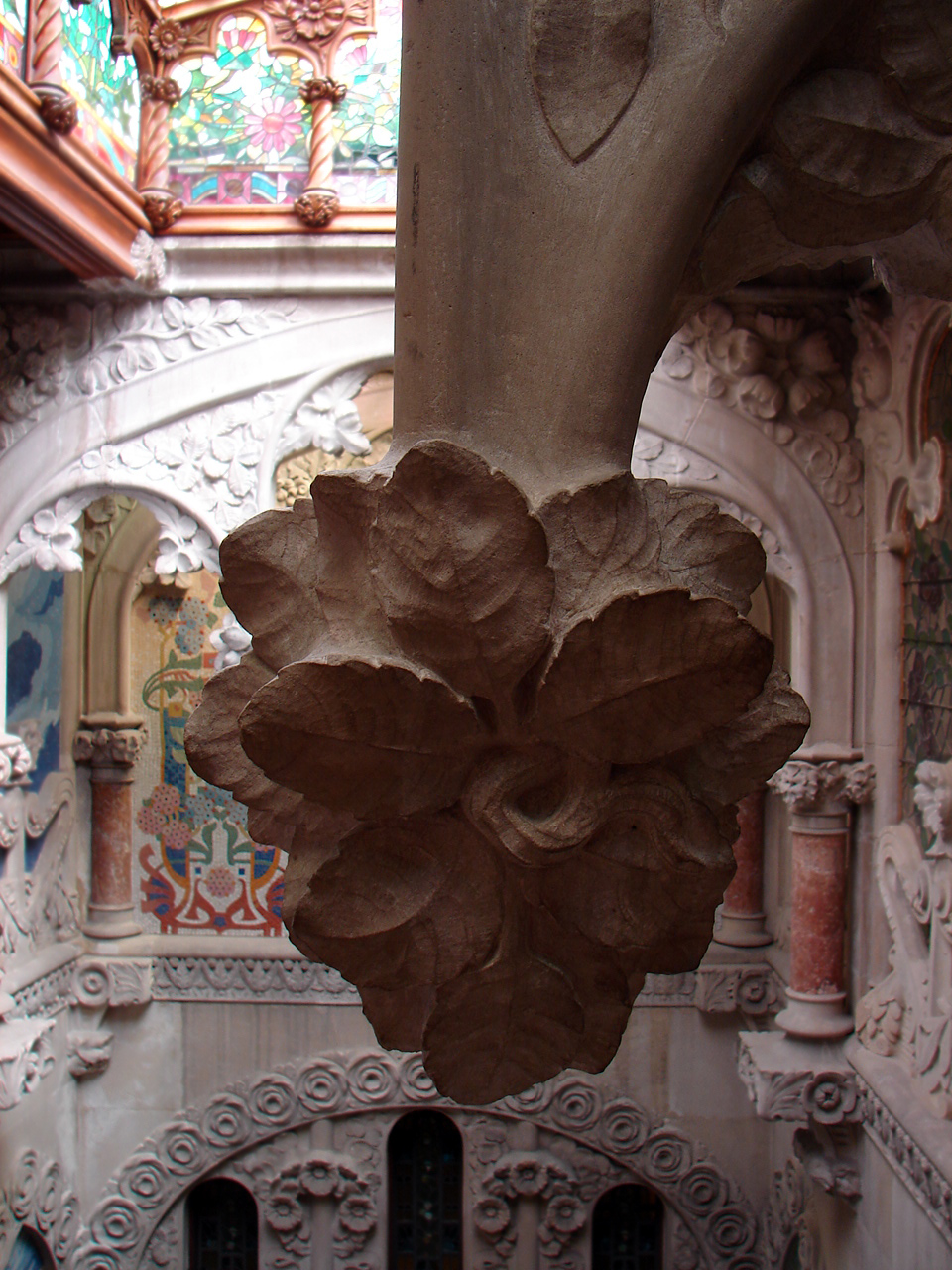
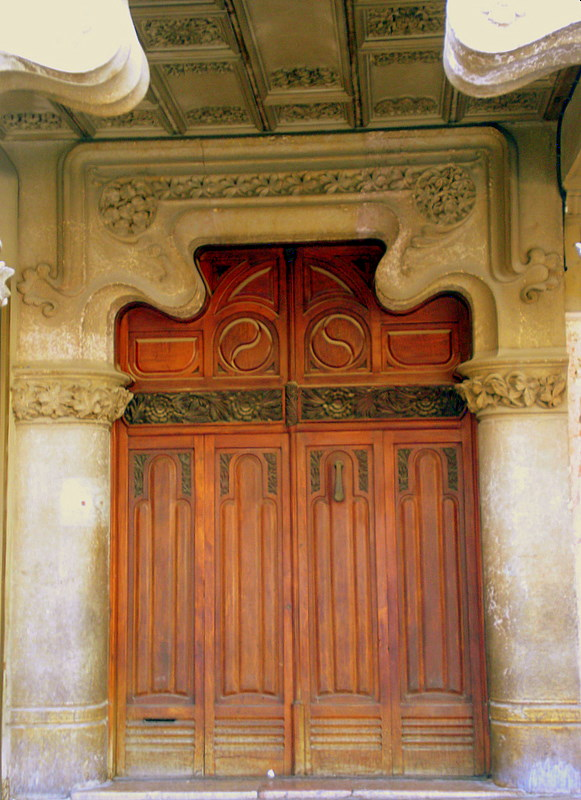
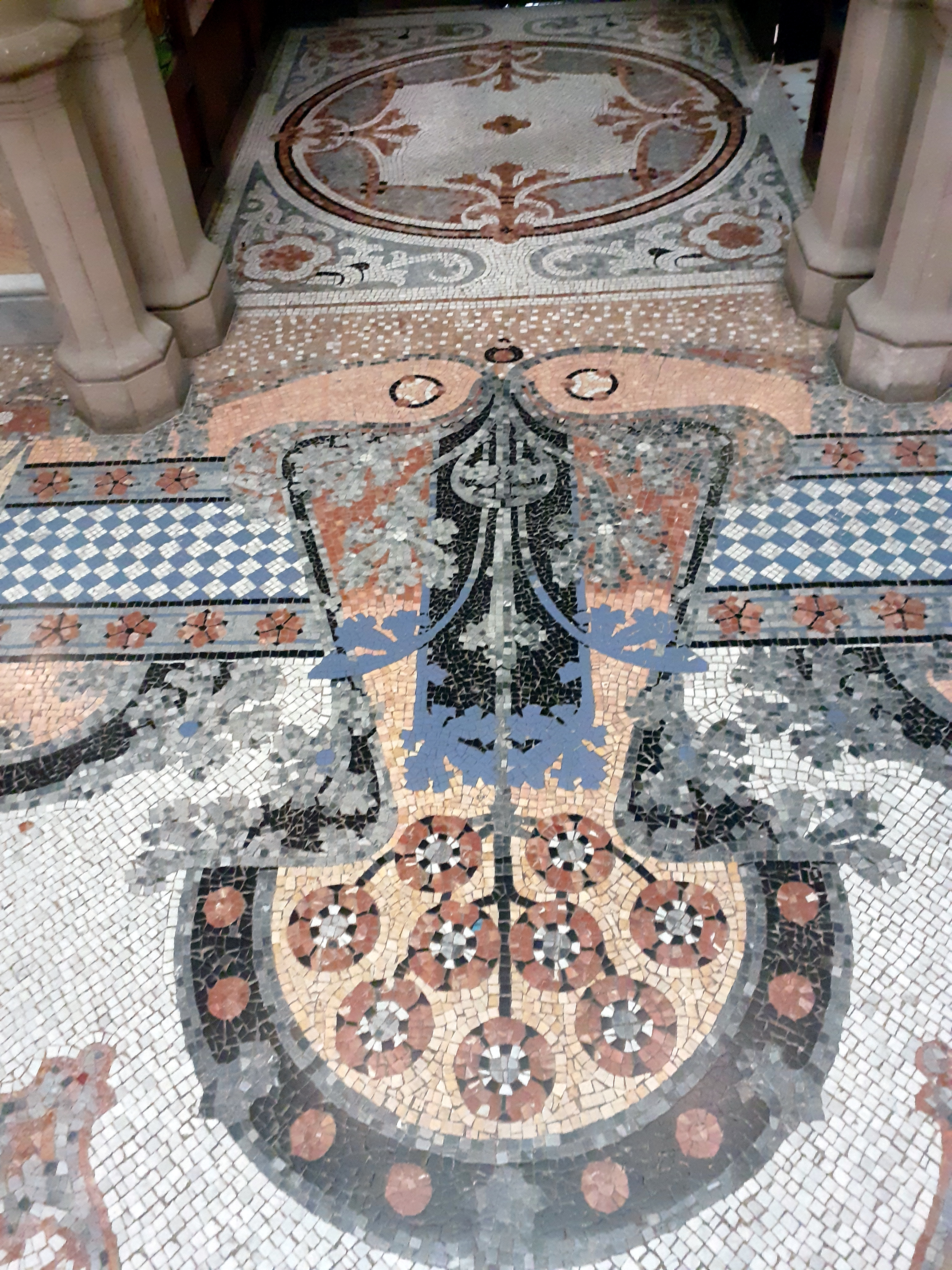
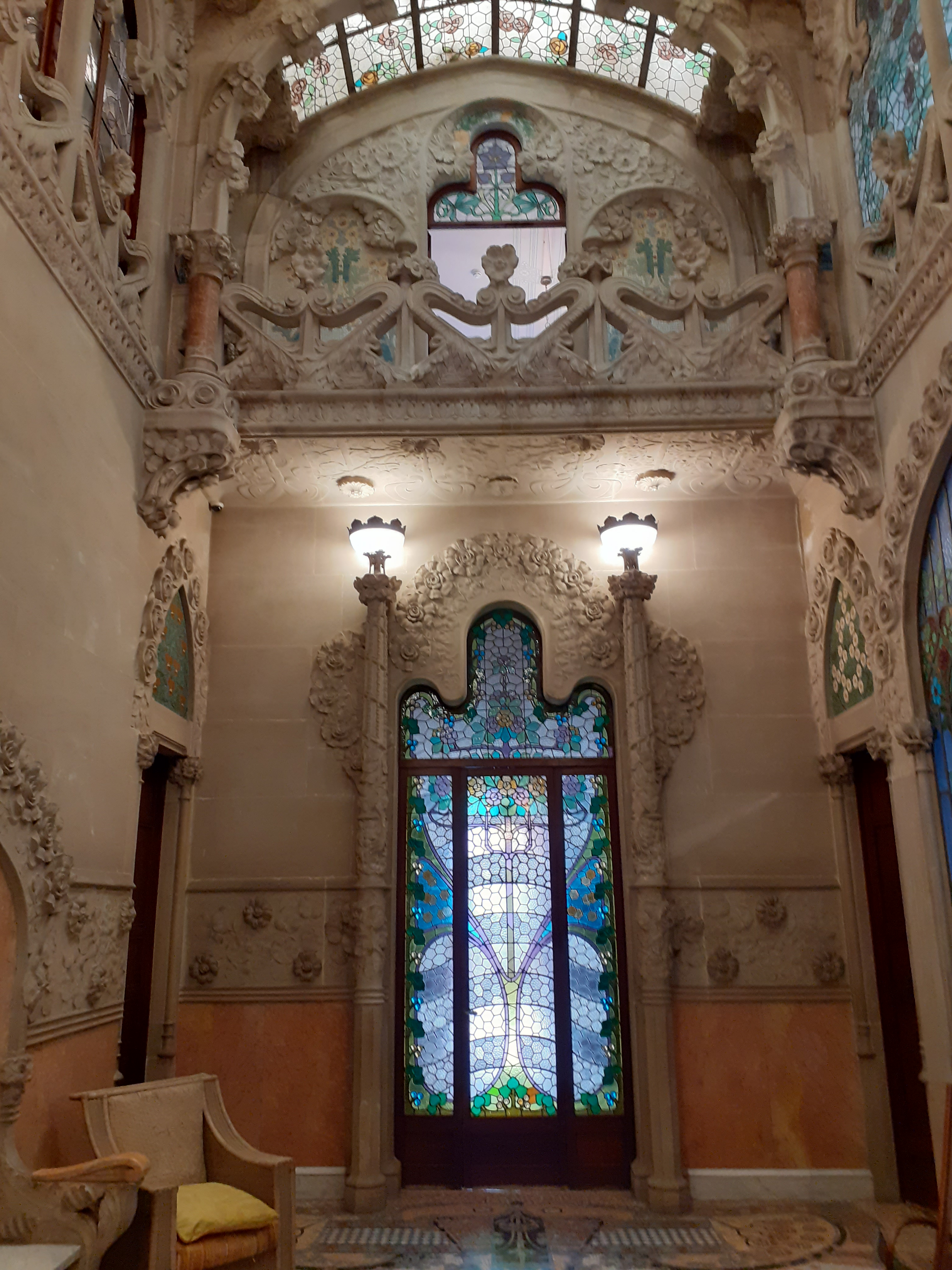
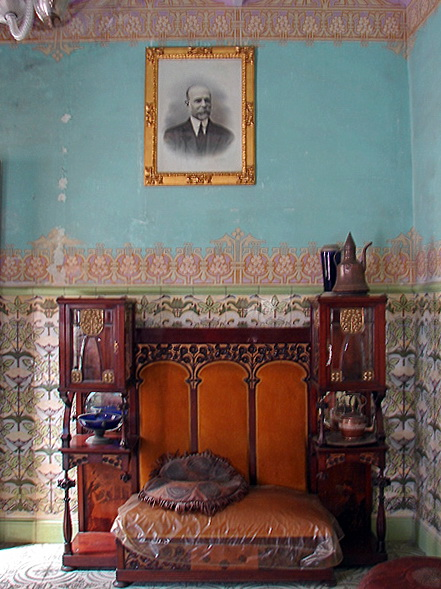